# 生島淳のアクティブスタイル
『生島淳のアクティブスタイル』（いくしまじゅんのアクティブスタイル）は、TBSラジオで2009年4月12日から2010年4月4日まで放送されていたトーク番組である。大塚製薬提供。

## 概要
- スポーツライターとして幅広いスポーツ分野を取材してきた生島淳が、日本を代表するスポーツマンや文化人・芸能人など各界で活躍する有名人を招き、人間観察力やメンタル面での分析などを交えて、ゲストの人物像を浮き彫りにし、またゲストからリスナーへこれからを生き抜いていくためのヒントを教えてもらう。

## 放送時間
- 毎週日曜日12:00 - 12:30

## 出演者
- 生島淳
- 新井麻希

## 備考
- 2009年10月11日より、それまでCMを放送していた12:29からの1分間にTBSニュースを放送していた。
- 番組終了から2年後の2012年4月7日から、生島が司会を務めるNHK BS1「BSベストスポーツ」にフリーに転向した新井が出演することになり、久々の番組共演となる。

| TBSラジオ 日曜日 12:00 - 12:30 | TBSラジオ 日曜日 12:00 - 12:30 | TBSラジオ 日曜日 12:00 - 12:30           |
| 前番組                         | 番組名                         | 次番組                                   |
| ------------------------------ | ------------------------------ | ---------------------------------------- |
| バックグラウンド・ミュージック | 生島淳のアクティブスタイル     | 次長課長 河本"ハツラツ"準一のサンデー笑! |